# Григорьев, Олег Евгеньевич
Оле́г Евге́ньевич Григо́рьев (6 декабря 1943, Вологодская область, РСФСР, СССР — 30 апреля 1992, Санкт-Петербург, Россия) — русский поэт и художник, представитель ленинградского андеграунда. Член ПЕН-клуба.

## Биография
Родился в эвакуации в Вологодской области. Отец по возвращении с фронта запил, и мать (фармацевт) с двумя детьми переехала в Ленинград. В детстве жил в центре, неподалёку от Дворцовой площади, позже жил на Васильевском острове недалеко от Смоленского кладбища.
С раннего возраста увлекался рисованием. С 1956 по 1961 г. учился в СХШ при Институте живописи, скульптуры и архитектуры имени И. Е. Репина, в одном классе с Михаилом Шемякиным, с которым дружил. Окончил СХШ в 1961 году.
Как отмечает Михаил Яснов: «Он должен был стать художником, но, по его собственным словам, „не отстоял себя как живописца“. В начале шестидесятых Григорьева изгнали из художественной школы при Академии художеств. Изгнали за то, что рисовал не то и не так. За то, что был насмешлив и скандален. За то, что имел особый взгляд, улавливающий смешную и трагичную алогичность жизни».
В дальнейшем Григорьев работал сторожем, кочегаром, дворником. В 1961 году сочинил четверостишие «Я спросил электрика Петрова», ставшее известным «детским народным» стихотворением.
В 1971 году выпустил первую книжку детских стихов и рассказов под названием «Чудаки», ставшую популярной; по нескольким произведениям из неё («Гостеприимство», «Однажды…») были сделаны выпуски журнала «Ералаш». Многие его стихи вошли в ленинградский городской фольклор.
Его стихи отличаются афористичностью, парадоксальностью, элементами абсурда и чёрного юмора, из-за чего его часто ставят в один ряд с Даниилом Хармсом и другими обэриутами. Однако от них Григорьев отличается большей непосредственностью, искренностью и детской ранимостью.
В начале 1970-х был осуждён на два года «за тунеядство», отбывал наказание на принудительных работах — строительстве комбината в Вологодской области. Об этом периоде поэт отозвался в одном из своих стихов:

С бритой головою,

В форме полосатой,

Коммунизм я строю

Ломом и лопатой.

Был досрочно освобождён. В 1975 принимал участие в известной выставке в ДК «Невский».
В 1981 году в Москве вышла вторая его детская книга — «Витамин роста». Стихи из неё вызвали негодование у некоторых представителей официальных литературных кругов, в частности у Сергея Михалкова, и Григорьев не был принят в Союз писателей СССР. В июне того же года в «Комсомольской правде» была напечатана статья «В чём повинны воробьи?» (название отсылает к одному из его стихотворений, «Сазон»), подвергающая Григорьева наряду с двумя другими поэтами резкой критике.
В 1985 году Леонид Десятников написал одноактную классическую оперу для детей, для солистов и фортепиано «Витамин роста» по одноимённой поэме Олега Григорьева. В 1988 году по этой же поэме был снят одноимённый мультфильм (реж. Василий Кафанов).
Следующая книга Григорьева, «Говорящий ворон», вышла уже в перестройку, в 1989 году.
В том же 1989 году он получил вторую судимость («за дебош и сопротивление милиции»). В защиту Григорьева в ходе судебного процесса выступили Эдуард Успенский, Андрей Битов, Бэлла Ахмадуллина, а также многие члены Союза Композиторов, Союза писателей и некоторые известные художники. В ленинградском музее газеты «Правда» художники арт-группы «Митьки» развернули выставку «100 картин в защиту Олега Григорьева». На входе в выставочное пространство висел большой картонный лист с приклеенными фотографиями из здания суда на Московском проспекте. Книга Олега Григорьева «Говорящий ворон» вышла из типографии в ходе судебного процесса. Издатель Олега Григорьева, Ольга Тимофеевна Ковалевская, принесла с собой на заседание четыре экземпляра этой книги и выступила в защиту Григорьева, держа эти экземпляры в руках. В конце процесса, когда суд спросил Григорьева, какая у него будет просьба, Григорьев ответил: «Прошу судить меня не как поэта, а как человека, который всю жизнь работал… И вообще, я думаю, полезно иногда писателям, поэтам посидеть вот так в тюрьме, поработать где-нибудь».
Суд завершился приговором «Два с половиной года лишения свободы условно».
За полгода до смерти Григорьев был принят в Союз писателей.
Умер 30 апреля 1992 года в Санкт-Петербурге от прободения язвы желудка.
Похоронен в Петербурге, на Волковском кладбище. Уже после его смерти вышло несколько красочно оформленных книг с его произведениями, в том числе в переводе на немецкий и на французский язык.
Дочь Мария, несколько лет прожила в детском доме.

## Издания Олега Григорьева
- Григорьев О. Е. Красная тетрадь. — СПб.: Красный матрос, 2012. — 152 с. — ISBN 978-5-438-60082-4.[5]
- Grigoriev, Oleg. Et alors? 12 petits contes sélectionnés et illustrés par Vitali Konstantinov et traduits par Marion Graf. — Genève: Editions La Joie de lire, 2010. — 32 c. — ISBN 978-2-88908-044-1
- Григорьев О. Е. Шли вперёд — пришли назад. — М.: Азбука-классика, 2010. — 224 с. — ISBN 978-5-9985-0571-3.
- Григорьев О. Е. Стихи для детей. — М.: Самокат, 2010. — 80 с. — ISBN 978-5-91759-020-2.
- Григорьев О. Е. Чудной народ. — М.: АСТ, 2009. — 126 с. — ISBN 978-5-17-060131-8.
- Григорьев О. Е. Винохранитель. — М.: Вита Нова, 2008. — 580 с. — ISBN 978-5-93898-171-3.
- Grigorjew, Оleg. Zwei Abflussröhren. In: Geschichtenkoffer für Glückskinder. — Köln: Boje, 2007. с. 20-21. — ISBN 978-3-414-82050-1.
- Григорьев О. Е. Птица в клетке. Стихи и проза. — СПб.: изд. Ивана Лимбаха, 1997, 2005, 2007, 2010, 2011, 2015. — 272 с. — ISBN 978-5-89059-116-6.
- Григорьев О. Е. Чудаки и другие: Стихи. — СПб.: Детгиз, 2006. — 127 с.
- Григорьев О. Е. Хулиганские стихи. — СПб.: Амфора, 2005. — 96 с. — ISBN 5-94278-855-3.
- Григорьев О. Е. Стихи для детей. — М.: Самокат, 2005. — 80 с. — ISBN 978-5-902326-38-0.
- Grigorjew, Оleg. Ich hatte viele Bonbons mit … — Düsseldorf: Grupello Verlag, 1997. — 52 с. — ISBN 3-928234-60-9.
- Григорьев О. Е. Птица в клетке. Стихи и проза. — СПб.: Изд. Ивана Лимбаха, 1997. — 270 с. — ISBN 5-89059-009-X.
- Григорьев О. Е. Чудаки. — СПб.: Mitkilibris, 1994.
- Григорьев О. Е. Вся жизнь: Стихи. — СПб.: Искусство-СПб, 1994.
- Григорьев О. Е. Стихи. Рисунки. — СПб.: Нотабене, 1992. — 239 с.
- Григорьев О. Е. Двустишия, четверостишия и многостишия. — СПб.: Камера хранения, 1993. — 124 с.
- Митьки и стихи Олега Григорьева: Альбом. — М.: ИМА-пресс, 1991.
- Григорьев О. Е. Стихи. Буклет. — М.: Прометей, 1990.
- Григорьев О. Е. Говорящий ворон: Стихи. — Л.: Детская литература, 1989. — 64 с. — 150 000 экз.
- Григорьев О. Е. Витамин роста. — М.: Детская литература, 1980. — 64 с. — 150 000 экз.
- Григорьев О. Е. Чудаки. — Л.: Детская литература, 1971. — 60 с. — 100 000 экз.

## Киносценарии в Ералаше
- 1974 — выпуск № 2, сюжет "Гостеприимство"
- 1975 — выпуск № 6, сюжет "Однажды..."

## Память

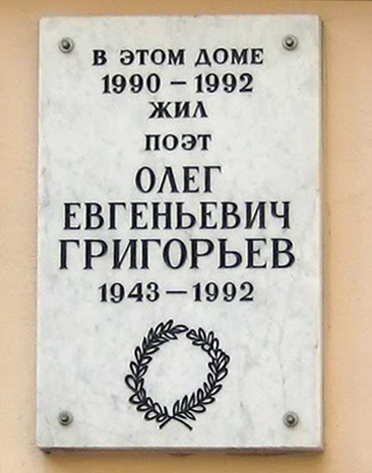
Мемориальная доска Олега Григорьева

- В Санкт-Петербурге, в доме на Пушкинской ул., 10 открыта мемориальная доска.
- В Библиотеке книжной графики (Санкт-Петербург) в декабре 2013 прошла Выставка иллюстраций к стихам Олега Григорьева с 1971 по 2013 год. Художники: Ирина Васильева, Николай Воронцов, Вадим Гусев, Валерий Дмитрюк, Ирина Затуловская, Светозар Остров, Александр Флоренский, Ольга Флоренская, Геннадий Ясинский, Владимир Яшке.
- В последние годы жизни Олег Григорьев проводил много времени с друзьями на Пушкинской. Михаил Яснов вспоминает:
«Бедолага, пьяница, головная боль милиции и восторг кликушествующих алкашей, почти бездомный, разбрасывающий свои стихи по своим временным пристанищам, он был человеком светлого ума, образованным, поразительно органичным. В трезвые минуты — обаятельный, умный, иронический собеседник, в пьяные — чудовище, сжигающее свою жизнь и доводящее до исступления окружающих. Эта горючая смесь высот бытия и дна быта пропитала его стихи, сделала их ни на что не похожими, превратила грязные, стыдные, но такие реальные окраины жизни в факт подлинной истории»[6].
- Группа «Ять» в 1991 году записала альбом «Человечки», все песни которого были написаны на стихи Олега Григорьева.
- В качестве литературного персонажа появляется в романе с чертовщиной Станислава Шуляка «Квартира номер девять»[7]: «Странно, теперь ни Лермонтов, ни Бродский уже не занимали Ивана Никифоровича, единственным его соперником сделался поэт Олег Григорьев. В чём-то они были похожи. Да, верно, Григорьев, как и Иван Никифорович, писал свои вирши всегда и везде, и пьяный и трезвый (хотя последним бывал нечасто), и злой и весёлый. Но вот же кое в чём он всё-таки превзошёл Шоколадова: у него были книги, а под конец жизни так даже вступил в писательский союз. - Душу, душу надо продавать, — мрачно рассуждал Шоколадов».
- В апреле 2019 года в Санкт-Петербурге, в Музее Анны Ахматовой открылась выставка «Олег Григорьев. Холодно быть человеком»[4].
- Олегу Григорьеву посвящена несколько двусмысленная эпитафия петербургского поэта Геннадия Григорьева: «Вновь поэт не допив, не доспорив, / Взял и смылся за грань бытия. / Это ж плохо, что умер Григорьев… / Хорошо, что Олег, а не я!»

### Произведения
- Олег Григорьев на сайте «Неофициальная поэзия»
- Стихи в Библиотеке ЗИМБАБВЕ:
- Олег Григорьев на сайте иронической поэзии

### Другие ссылки
- Список публикаций
- members.aol.com
- Весёлые картинки 1989 № 09, стр. 11, комикс «Космический гость» Архивная копия от 30 октября 2016 на Wayback Machine
- К. Парамонов о книге Олега Григорьева «Птица в клетке»
- Евгений Лесин Олег Григорьев: последние дни, последние стихи, последние фото
- Михаил Яснов. «Маленькие комедии» Олега Григорьева
- Наль Подольский. Олег Григорьев. Продавец маков продавал раков // В книге: Беспокойники города Питера.
- Марина Колдобская. Муза без пощады // еженедельник «Дело» 25.11.2002
- Виктория Беломлинская. Продавец маков
- Владимир Бондаренко. По адским кругам Олега Григорьева
- Олег Фронтинский. Штрихи к портрету Олега Григорьева
- Ковалевская О. Т. Ковчег для одного. Олег Григорьев, которого мы не знаем. СПб.: Издательский Дом «РУССКИЙ ОСТРОВ», 2012
- Беломлинская В. И. Продавец Маков (Про Олега Григорьева).